# Teratausta odontalis
Teratausta odontalis là một loài bướm đêm trong họ Crambidae.